# Isla Escudo de Veraguas
Isla Escudo de Veraguas is een eiland, gelegen in de Caraïben dat 9.000 jaar geleden van het vasteland is afgescheurd en nu 17 km verwijderd is van de kust. Het eiland behoort tot de provincie Bocas del Toro, uit Panama en is meer dan 1.000 hectare groot.

## Bevolking
Er woonden ongeveer tien mensen het hele jaar door en nog eens dertig mensen wonen er een paar maanden per jaar tijdens de piek van het visseizoen. Het eiland was volledig onaangeroerd op een paar kleine houten hutten na die verspreid zijn over kleine delen van de kustlijn. De meerderheid van de inwoners waren inheemse mensen uit de lokale Ngöbe-Buglé stam en er woonde ook één Latino familie. De bewoners hebben zeer beperkte middelen en tot voor kort waren er geen sanitaire voorzieningen op het eiland, maar daar is verandering in gekomen. Nu (2012) leeft er een permanente bevolking van 120 vissers en hun gezinnen gebruiken het eiland als basis voor visserij voor eigen consumptie, alsook voor de verkoop aan lokale markten en vakantieoorden.

## Bestuur
Isla Escudo de Veraguas is als een beschermd gebied aangewezen en is gelegen binnen de Ngöbe-Buglé stam wat betekent dat de lokale inheemse bevolking een sterke administratieve kracht heeft.

## Natuur
Het eiland is omringd door 618 hectare mangrovebos en 247 hectare koraalrif met 55 koraalsoorten.

### Bedreiging
Aangezien buitenboordmotoren steeds betaalbaar zijn geworden is er een stijging van het aantal bezoekers van het eiland. In 2011 werd er een politieke bijeenkomst met honderden deelnemers gehouden. De voorschriften met betrekking tot de status van nationaal park van het eiland zijn niet afgedwongen waardoor mangrove bomen worden gekapt, koraalriffen worden vernietigd door destructieve vismethodes en vissers 'vakantiewoningen' bouwen op het eiland. De mensen vergezellend, bedreigen ook tal van honden de Escudo-eilandluiaards.

### Inheemse dieren
Doordat Escudo-eiland een eindje van het vasteland ligt, komen daar unieke diersoorten voor die alleen daar te vinden zijn, zoals op de Galapagos-eilanden. Zoals de: Escudo-eilandluiaard, Artibeus incomitatus, een salamandersoort en een kolibrisoort